# Заборављени (филм)
Заборављени је југословенски филм из 1988. године. Режирао га је Дарко Бајић по сценарију Гордана Михића.

## Радња
Неколико година раније, малолетници из једног дома за напуштену децу изашли су у град и ноћу, у наступу гнева и очајања, рушили су разбијали и уништавали све што им се испречило на путу. Иза њих је остала пустош и питање зашто су то учинили. Идући трагом те вести, аутори филма су обишли више установа и на основу истинитих судбина из прихватилишта, болница и затвора, сачинили причу о троје заборављених тј. двоје младића и једној девојци.

## Улоге
| Глумац                     | Улога          |
| -------------------------- | -------------- |
| Мирјана Јоковић            | Дина           |
| Срђан Тодоровић            | Кифла          |
| Борис Миливојевић          | Тунги          |
| Вера Чукић                 | Кифлина мајка  |
| Александар Берчек          | Тунгијев отац  |
| Мустафа Надаревић          | Мартин         |
| Оливера Марковић           | Управница дома |
| Зијах Соколовић            | Младожења      |
| Властимир Ђуза Стојиљковић | Доктор         |
| Слободан Ћустић            | Стева          |
| Горан Даничић              | Фокс           |
| Дејан Матић                | Костур         |
| Стеван Гардиновачки        | Ловац          |
| Милош Жутић                | Судија         |
| Михајло Бата Паскаљевић    | Власник        |

Остале улоге  ▼
| Глумац               | Улога                                  |
| -------------------- | -------------------------------------- |
| Александра Симић     | Васпитачица Јулија ( као Сашка Симић ) |
| Љиљана Газдић        | Тунгијева маћеха                       |
| Соња Јауковић        | Млада                                  |
| Весна Станојевић     | Докторка                               |
| Миња Војводић        | Стари сват                             |
| Марко Баћовић        | Инспектор                              |
| Олга Одановић        |                                        |
| Љубомир Ћипранић     | Приватник                              |
| Душан Тадић          | Фотограф                               |
| Александар Тодоровић | Штајга                                 |
| Гојко Балетић        | Лекар                                  |
| Драгомир Станојевић  | ( Драгомир Станојевић - Бата Камени )  |